# Love the Way You Lie
Love the Way You Lie är en låt av den amerikanska rapparen Eminem och den andra singeln från hans sjunde studioalbum, Recovery. I låten medverkar barbadiska sångerskan Rihanna. Låten är producerad av den brittiske producenten Alex da Kid. Låten blev en av 2010 års största hits och nådde toppositionen på tjugotre listor världen över, inklusive i USA.
"Love the way you lie" har också en musikvideo där Megan Fox och Dominic Monaghan medverkar.

Budskapet i låten visar hur svårt det kan vara med kärlek och att vara förälskad. Hur man blir blind av kärleken och inte kan se hur man blir behandlad